# Jean-Baptiste Bradstreet
Jean-Baptiste Bradstreet, connu également sous le nom de John Bradstreet, né le 21 décembre 1714 à Annapolis Royal et mort le 25 septembre 1774 à New York, est un officier britannique, d'origine anglo-acadienne, qui participa à de nombreuses campagnes militaires et notamment celle concernant la rébellion de Pontiac.

## Biographie
Jean-Baptiste Bradstreet était le fils de l'officier britannique Edward Bradstreet et de Agathe de Saint-Étienne de La Tour, petite-fille de Charles de Saint-Étienne de La Tour, ancien gouverneur de l'Acadie. Jean-Baptiste fut baptisé en 1716 dans l'église d'Annapolis Royal. Il avait un frère aîné, Simon. Ils furent élevés dans les deux cultures britannique et française et parfaitement bilingue français-anglais. 
En 1735, Jean-Baptiste Bradstreet devint enseigne dans l'armée britannique, en poste à Canseau. Il profita de son bilinguisme pour commercer du bois avec les Acadiens de Louisbourg. 
En 1744, durant la guerre anglo-wabanaki, il fut fait prisonnier lors de l'attaque victorieuse acadienne et de leurs alliés amérindiens de la Confédération Wabanaki lors du Raid sur Canseau tenu par les Anglais. Il fut emmené dans la forteresse de Louisbourg et demeura détenu dans de bonne condition, étant connu des Acadiens pour son commerce avec eux de surcroit dans sa langue maternelle française. Il demeura détenu durant une année au cours de laquelle il mit à profit ses repérages des infrastructures du fort français d'Acadie. Le gouverneur de l'Île Royale, Jean-Baptiste Prévost du Quesnel, utilisa Jean-Baptiste Bradstreet comme messager lors des discussions avec les Britanniques pour un échange de prisonniers. L'ensemble de la garnison anglaise de Canseau fut ainsi libérée et se rendit, avec à sa tête Jean-Baptiste Bradstreet à Boston. Bradstreet rencontra le gouverneur de la colonie de la baie du Massachusetts, William Shirley. Il lui remis son rapport sur Louisbourg dans lequel il était souligné l’importance de cette forteresse pour l’Empire français et sa vulnérabilité. William Shirley préparera une expédition d'envergure à la suite de ce rapport. 
En 1745, John Bradstreet devenu lieutenant-colonel du 1er régiment du Massachusetts, participa au siège de Louisbourg et à la victoire anglaise remportée avec la reddition de Louisbourg.
En 1751, n'ayant pas obtenu de gratification en rapport à ses mérites militaires, peut-être en raison de ses origines en partie acadienne par sa mère, John, alias Jean-Baptiste, Bradstreet s'embarqua pour l'Angleterre plaider sa cause. Il fut entendu et sa démarche ne fut pas vaine.
En 1755, Bradstreet revint en Amérique avec le grade de capitaine. Il participa à l’expédition du major général Edward Braddock. Cette expédition Braddock fut un échec avec la défaite devant le fort Duquesne que les troupes anglaise ne réussirent pas à prendre, suivi par la défaite britannique lors de la bataille de la Monongahela. Il est envoyé au fort Oswego afin de renforcer les défenses de ce fort. Mais cela ne suffira pas lors de la bataille de Fort Oswego qui sera une victoire française conduite par Louis-Joseph de Montcalm.
En 1758, il engagea ses 3 000 hommes de troupes lors de la bataille de Fort Frontenac face à moins d'une centaine de défenseurs français et canadiens. Une fois le fort conquis, il le pilla et le fit incendier. Après cette victoire, Bradstreet fut promu colonel.
En 1763, les Amérindiens se soulèvent contre les Britanniques. Le chef Pontiac réunit les principaux chefs amérindiens vivant autour des Grands Lacs. C'est le début de la rébellion de Pontiac et le siège de Fort Détroit qui tombera aux mains des Amérindiens. 
Le 12 août 1764 les troupes britanniques commandées par le colonel Bradstreet rencontre, au Fort de la Presqu'île, une délégation amérindienne dirigée par Ouasson pour parler de paix. Le fort Presqu'île avait été reconstruit après 1760 par les Britanniques après le départ des troupes françaises qui avaient incendiés le fort, puis repris aux Britanniquespar les guerriers amérindiens en 1763.
Le 27 août 1764, de nouvelles négociations s'ouvrent à fort Détroit entre le colonel Bradstreet commandant du fort Détroit et le chef Ouasson. John Bradstreet était considéré par ses supérieurs comme ayant mal géré sa dernière campagne militaire, outrepassant les ordres, et préférant négocier des traités de paix indépendants en omettant d'agir assez agressivement contre les Amérindiens.
Le 7 septembre 1764, Ouasson affirma, devant les officiers britanniques et les chefs amérindiens, que cette guerre n’avait pas été commencée par des jeunes gens à la cervelle brûlée. « Tout ce qui, l’an dernier, fut mal fait, dit-il, l’a été par les vieux guerriers, sans raison [...] En ce jour, les jeunes chefs révoqu[ent] tous leurs vieux chefs. » Fortement impressionné, John Bradstreet accepta de faire la paix.
En 1773, il présenta un projet consistant à fonder une nouvelle colonie à Détroit, mais l’Acte de Québec vint mettre un terme à ses espérances. 
Le 25 septembre 1774, Bradstreet mourut à New York.